# ليمور حلقي الذيل
ليمور حلقي الذيل (الاسم العلمي: Lemur catta) هو نوع من الحيوانات يتبع جنس ليمور من فصيلة الليمورية.